# Alexander Lwowitsch Golz
Alexander Lwowitsch Golz (russisch Александр Львович Гольц; * 12. März 1972 in Tscheljabinsk, Russische SFSR) ist ein ehemaliger deutsch-russischer Eishockeyspieler, der über viele Jahre beim EV Füssen in der Eishockey-Oberliga sowie in Russlands Topligen spielte. Seit Seinem Karriereende arbeitet er als Trainer, erst im Nachwuchs des EV Füssen und seit 2021 als Assistenztrainer beim HK Sibir Nowosibirsk.

## Karriere
Alexander Golz begann seine Karriere als Eishockeyspieler beim HK Metallurg Magnitogorsk, für dessen Profimannschaft er in der Saison 1992/93 sein Debüt in der russischen Superliga gab. Nach vier Jahren schloss sich der Flügelspieler zur Saison 1996/97 dem EV Füssen aus der drittklassigen 2. Liga Süd an, kehrte jedoch nach nur einer Spielzeit nach Russland zurück, wo er mit seinem Ex-Club Metallurg 1998 Pokalsieger, sowie Vizemeister wurde. Ein Jahr später folgte der Gewinn des Doubles aus Meisterschaft und European-Hockey-League-Gewinn. Für die Saison 1999/2000 spielte der Russe noch einmal für den EV Füssen, der in der Zwischenzeit in die viertklassige Regionalliga abgestiegen war. Mit den Allgäuern erreichte er den Wiederaufstieg in die drittklassige Oberliga.
Von 2000 bis 2002 stand Golz noch ein weiteres Mal für den HK Metallurg Magnitogorsk auf dem Eis und gewann mit der Mannschaft 2001 zum zweiten Mal den russischen Meistertitel. Nachdem er die Saison 2002/03 beim HK Dynamo Moskau begonnen hatte, wechselte er im Laufe der Spielzeit zu Sewerstal Tscherepowez. Mit seinem neuen Verein unterlag er erst im Playoff-Finale Lokomotive Jaroslawl. Nach einem weiteren Jahr bei Sewerstal, spielte der Linksschütze eineinhalb Jahre für dessen Ligarivalen SKA Sankt Petersburg, ehe er die Saison 2005/06 beim HK ZSKA Moskau beendete. Für die Hauptstädter kam er allerdings nur zu fünf Einsätzen, bei denen er ein Tor erzielte und eine Vorlage gab. Daher schloss sich der ehemalige Nationalspieler Torpedo Nischni Nowgorod aus der zweitklassigen Wysschaja Liga an, mit dem er auf Anhieb den Aufstieg in die Superliga erreichte. In der Saison 2008/09 ging Golts für Witjas Tschechow in der neu gegründeten Kontinentalen Hockey-Liga auf Torejagd, bevor er im Juli 2009 zu Gasowik Tjumen wechselte.
Im Sommer 2010 wechselte er abermals zum EV Füssen und spielt dort bis 2015 in der Oberliga Süd.
2016 beendete er seine Karriere und wurde Nachwuchstrainer beim EVF. Seit 2019 arbeitet er als Trainer in Russland, unter anderem für Sewerstal Tscherepowez, den HK Metallurg Magnitogorsk und den HK Sibir Nowosibirsk.

### International
Für Russland nahm Golz an der Weltmeisterschaft 2001 teil, bei der er mit seiner Mannschaft den sechsten Platz belegte.

## Erfolge und Auszeichnungen
- 1998 Russischer Pokalsieger mit dem HK Metallurg Magnitogorsk
- 1998 Russischer Vizemeister mit dem HK Metallurg Magnitogorsk
- 1999 European-Hockey-League-Gewinn mit dem HK Metallurg Magnitogorsk
- 1999 Russischer Meister mit dem HK Metallurg Magnitogorsk
- 2000 Aufstieg in die Oberliga mit dem EV Füssen
- 2001 Russischer Meister mit dem HK Metallurg Magnitogorsk
- 2003 Russischer Vizemeister mit Sewerstal Tscherepowez
- 2007 Meister der Wysschaja Liga und Aufstieg in die Superliga mit Torpedo Nischni Nowgorod
- 2011 Bester Spieler der Oberliga-Süd

## KHL-Statistik
(Stand: Ende der Saison 2010/11)